# Miloslav Bureš (spisovatel)
Miloslav Bureš (6. listopadu 1909 Polička – 12. listopadu 1968 Praha) byl český básník, prozaik a redaktor, autor literatury pro děti.

## Život
Narodil se v dělnické rodině Jana Bureše (1883), skladníka na dráze a Boženy roz. Špaustové (1884) tkadleny, jako Jan Bohuslav Bureš. Křestní jméno Miloslav převzal po své předčasně zemřelé první lásce Miloslavě Šifnerové. R. 1936 se oženil s Marií roz. Zejdovou.
V letech 1922–1930 studoval na gymnáziu v Poličce. Následně, po několika semestrech na Filozofické fakultě Univerzity Karlovy v Praze, pracoval v letech 1932–1937 jako redaktor libereckého Severočeského deníku a pak do roku 1945 v jičínském A–Zetu. Byl členem Moravského kola spisovatelů (1940–1948).
Po osvobození působil do roku 1947 v liberecké místní rozhlasové stanici Československého rozhlasu. Pak pracoval jako redaktor v pražských nakladatelstvích Melantrich, Práce a Osvěta a od roku 1951 do roku 1955 postupně jako úředník na ministerstvu informací, ministerstvu školství a ministerstvu kultury. Po roce 1955 se opět věnoval redaktorské práci v redakci Svobodného slova, později opět Práce a pak Zítřka. Po krátkou dobu před svým skonem byl redaktorem edice Poezie v nakladatelství Melantrich.

### Tvorba
Verše začal uveřejňovat již během studia na gymnáziu, například ve Studentském časopise, a knižně debutoval roku 1929. Jeho první vydané sbírky, ovlivněné předčasnou smrtí jeho první lásky, vycházely z poetismu. Později v jeho básních sílí láska k rodnému kraji s jeho přírodou, lidmi a tradicemi, objevují se sociální témata (Chudé lásky) i připomenutí významných osobností Českomoravské vysočiny v době národního ohrožení ze strany nacistického Německa (Listy z pohraničí, Zpěv na Justina Michla a Krajiny Františka Kavána). Jeho básně založené na důkladné znalosti venkovského života, lidových zvyků a slovesnosti, se svou prostotou a průzračností blíží lidové písni (Pochovávání světla, Slunce zapadá do hlíny). Kromě poezie psal také prózu: romány, povídkové sbírky a pohádky pro děti. Rovněž je autorem překladu sonetů Luíse de Camõese.
Byl osobním přítelem hudebního skladatele Bohuslava Martinů, za kterým vycestoval roku 1957 do Itálie a roku 1959 do Švýcarska. Martinů složil na jeho básnické texty čtyři kantáty: Otvírání studánek (1955), Legenda z dýmu bramborové nati (1956), Romance z pampelišek (1957) a Mikeš z hor (1959).

## Dílo

### Básně a básnické sbírky
- Katalepton (1929), pod pseudonymem Míla Bureš
- Nevěsta (1930), bibliofilie
- Ztracené deště (1931), pod pseudonymem Míla Bureš
- Nachový vítr (1934)
- Chudé lásky (1935)
- Zpěv nad střechami (1936)
- Ze starého roku (1936)
- Chlapec hrající si s hlínou (1936), bibliofile
- Zemi krásnou (1937)
- Listy z pohraničí (1939)
- Zpěv na Justina Michla (1940)
- Bílé jaro (1943)
- Krajiny Františka Kavána (1943)
- Květ na přilbici (1945)
- Strýc Ještěd a teta Sněžka (1946), básně pro děti
- O věži svatého Jakuba (1947), bibliofilie
- Vrbová píšťalka (1949), básně pro děti
- Všechno mi připomíná píseň (1952)
- Píseň o maratonském vítězi (1952)
- Otvírání studánek (1955)
- Legenda z dýmu bramborové nati (1956)
- Utkáno z pramenů (1959), sbírka obsahuje také básně Otvírání studánek, Legenda z dýmu bramborové nati a Romance z pampelišek
- Potkal jsem jeseň (1959), bibliofilie
- Pochovávání světla (1961
- Otvírání studánek (1965), souborné vydání básní zhudebněných Bohuslavem Martinů (Mikeš z hor, Legenda z dýmu bramborové nati, Romance z pampelišek a Otvírání studánek)
- Slunce zapadá do hlíny (1966)
- Příběh fotbalového hřiště (1968)
- Jedlíci brambor (1969)

### Próza
- Píseň lněných polí (1940), povídka, příběh z Vysočiny z přelomu 19. a 20. století
- Země v oblacích (1943), román zachycující ovzduší dělnického života na Vysočině v údolí Svratky, roku 1948 vydáno jako Šla jsem hledat život
- Vracející se země (1947), román zachycující poválečný život v maé obci v pohraničí
- Lidová poezie bojující (1951), esej
- Marie a my všichni (1953), román, příběh dívky, původem z rodiny pobělohorských emigrantů, usazených v Polsku, která se po květnu 1945 vrací do Čech a začíná nový život v pohraničí
- Puškin, básník a bojovník (1953), esej
- Pověsti a příběhy z Vysočiny (1955), povídky pro mládež
- Zpívající lípa (1956), lidové pohádky a pověsti
- Veselé pohádky a jiné příběhy z Vysočiny (1958)
- Hory mají srdce v člověku (1960), dramatická povídka z horského prostředí
- Putování za šátkem, džbánem a holubičkou (1960), sbírka národopisných črt, ve kterých jsou zachyceny lidové zvyky, pověsti a přísloví
- Bohuslav Martinů a Vysočina (1960), vzpomínky
- Palečkova dobrodružství (1964), povídka pro děti
- Špalíček z jasanu (1965). krátké prózy o Vysočině a o inspiraci, kterou byla pro malíře Františka Kavána a Antonína Slavíčka a pro Bohuslava Martinů

### Překlad
- Luís de Camões: Sonety lásky (1933)